# 渤海語
渤海語指在渤海國使用的主要語言。

## 概要
渤海國使用受漢語影響的靺鞨語，最終形成渤海語。属阿尔泰语系通古斯语族。據推測，統治階層可能使用汉语而普通民众和地方多用靺鞨語。亦有看法認為渤海語事實上是含有少量高句麗語辭彙的靺鞨語。其中亦可能夾有大量漢語成分。随着渤海国的灭亡，在12~13世纪消亡。
關於渤海語的資料稀少，其詳細情況仍然不明。僅在《新唐書》《旧五代史》中收錄有若干可能為渤海語的片語。
《旧五代史·外國列傳·渤海靺鞨》提到：“渤海靺鞨，其俗呼其王爲可毒夫，對面呼聖，箋奏呼基下。”《册府元龟·外臣部七（卷962）》作“可毒大”，《五代会要·卷30》作“可毒失”。。
远东联邦大学Ernst Vladimirovich Shavkunov的研究表明，渤海语中称呼“王”的“可毒夫”可能与满-通古斯语系的满语“卡達拉”（满语：ᡴᠠᡩᠠᠯᠠ᠊、kadala-“管理”）及赫哲语“凱泰”有关，原意应是年长的管理者。另外，渤海与靺鞨人名最后有时会带“蒙”字（如）（烏借芝蒙、己珎蒙、慕思蒙），标志着靺鞨語中重要的黏着词尾。通古斯民族将氏族称作“木昆”（满语：ᠮᡠᡴᡡᠨ、；mukūn”，可能与这个“蒙”有关，是表明人名所属氏族的词缀。
810年5月，渤海遣日使的一员首领高多佛独自留在了越前，后来到越中，随史生羽栗馬長等人教习渤海語。与语言关系密切的是民族，渤海国是粟末靺鞨、白山靺鞨等部建立的多民族国家，它们的前身是挹婁和勿吉，《三国志·魏书·烏丸鮮卑東夷傳》：“挹婁……其人形似夫餘，言語不與夫餘、句麗同。”《北史·四夷列传（卷94）》：“勿吉國在高句麗北，一曰靺鞨……言語獨異。”看来，靺鞨语在当地是很独特的。另外，渤海国先后征服了越喜靺鞨、鉄利靺鞨、拂涅靺鞨等靺鞨各部，虽说都应说靺鞨语，但亦有可能有多种方言。。
稻叶岩吉《增订满洲发达史》认为“可毒夫”来自“佛陀”，但无论如何，“可毒夫”的用语不见于任何记录高句丽的文献，有人认为这说明渤海语并不来自高句丽语。
根據中國的史書記載，渤海国“有文字”，但因迄今为止未发现独特的渤海文字，所以多数学者认为史籍所载的“文字”应为漢字以及漢文；但俄羅斯歷史學會從考古學的資料研究認為，渤海國可能存在獨特的文字，但此觀點未受到一般認同。
亚历山大·沃文（2012）指出，考古发现的部分文字不是汉字，其中与女真文有相似之处，并提出了“女真文从渤海文发展而来”的假说，但也有疑问点。

## 脚注
1. ↑   (PDF). ウェブ魚拓.   [2024-09-11]. （原始内容存档 (PDF)于2024-09-11）.
2. ↑  吉本智慧子.  (PDF). 立命館文學 (609) (立命館大学人文学会). 2008-12: 14. （原始内容 (PDF)存档于2016-10-19）.
3. ↑  朱国忱; 魏国忠. . 東方書店. 1996-01: 248. ISBN 978-4497954589.
4. 1 2 3  酒寄雅志. . 月刊しにか. 大修館書店. 1998-09: 42.
5. ↑  劉毅. . 国学院雑誌. 國學院大學. 1997-07: 60.
6. ↑  元，脫脫等. . .
7. ↑  川崎保. . 古代学研究 (202). 古代学研究会. 2014-07: 34.

## 参阅
- 高句麗語
- 古朝鮮語
- 通古斯語族
- 靺鞨語